# HinduLife Magazine
HinduLife Magazine (HLM) is een Nederlands tijdschrift voor Hindoestanen in Nederland, dan wel eenieder die geïnteresseerd is in de Hindoestaanse gemeenschap.
HLM  is opgericht door Soeniel Sewnarain in 2003 en heeft naast een hardcopy magazine ook een internetmagazine. Het tijdschrift werkt met vrijwilligers en is het grootste medium voor de geschreven pers afkomstig uit de Hindoestaanse gemeenschap. HLM is het enige hardcopy magazine voor de Hindoestaanse gemeenschap in Nederland.
HinduLife heeft als eerste Surinaams-Hindoestaans medium een officiële honorering, erkenning en subsidie gekregen van het Bedrijfsfonds voor de Pers als zijnde een vernieuwend medium.